# 武勝路
武胜路是中華人民共和國上海市黄浦区一條東西走向道路，西起重庆北路-威海路，东至西藏中路，全长935米，宽20.6米至23.6米。清朝光绪十三年（1887年），坟山路修建，走向為現今西藏中路至龙门路一段的武勝路，光绪二十八年（1902年），道路延伸，起訖點以及走向與現今武勝路基本相同。同時因為坟山路位於第三跑马场（跑馬廳）圈外，更名為跑马厅路（Race Course Road）。中華民國32年（1943年），道路更名為武勝路，路名來自於四川省廣安市武胜縣。道路沿途為上海人民廣場。